# White Rock (British Columbia)
|                       | Jan   | Feb   | Mär  | Apr  | Mai  | Jun  | Jul  | Aug  | Sep  | Okt   | Nov   | Dez   |   |      |
| Mittl. Tagesmax. (°C) | 6,8   | 8,8   | 11,2 | 13,8 | 16,7 | 19,1 | 21,4 | 21,4 | 19,3 | 14,3  | 9,4   | 6,8   | ⌀ | 14,1 |
| Mittl. Tagesmin. (°C) | 1,4   | 2,4   | 3,9  | 6    | 8,7  | 11,2 | 12,8 | 12,8 | 10,3 | 7,1   | 3,8   | 1,6   | ⌀ | 6,9  |
|                       |       |       |      |      |      |      |      |      |      |       |       |       |   |      |
| Niederschlag (mm)     | 144,3 | 107,1 | 96,1 | 75,2 | 66,5 | 55,8 | 40,4 | 43,1 | 51,1 | 103,1 | 165,8 | 153,5 | Σ | 1102 |

| 1,4 |

| 2,4 |

| 3,9 |

| 6 |

| 8,7 |

| 11,2 |

| 12,8 |

| 12,8 |

| 10,3 |

| 7,1 |

| 3,8 |

| 1,6 |

| 1,4 |

| 2,4 |

| 3,9 |

| 6 |

| 8,7 |

| 11,2 |

| 12,8 |

| 12,8 |

| 10,3 |

| 7,1 |

| 3,8 |

| 1,6 |

White Rock ist eine Kleinstadt im Westen der kanadischen Provinz British Columbia und liegt im südlichen Teil des Greater Vancouver Regional Districts.

## Geografie
White Rock befindet sich rund ca. 30 Kilometer südlich von Vancouver und wird an drei Seiten von der Gemeinde Surrey umschlossen. Mit der vierten Seite liegt der Ort an der  Semiahmoo Bay, dem südöstlichen Abschnitt der Boundary Bay, welche zur Straße von Georgia gehören.
Ein Teil des Stadtgebietes ist Reservat der Semiahmoo.

## Geschichte
Der Name des Ortes bezieht sich auf einen weißen Felsen, um welchen sich eine Geschichte der Semiahmoo rankt.
Die offizielle Gründung der Gemeinde erfolgte erst im Jahr 1957. Die Geschichte der Ansiedlung reicht jedoch weiter zurück, da vor einer Ansiedlung von Europäern das Gebiet schon Siedlungs- und Jagdgebiet der First Nation war.

## Demographie
Der Zensus im Jahr 2011 ergab für die Kleinstadt eine Bevölkerungszahl von 19.339 Einwohnern. Die Bevölkerung hatte dabei im Vergleich zum Zensus von 2006 um 0,8 % zugenommen, während die Bevölkerung in der gesamten Provinz British Columbia gleichzeitig um 7,0 % anwuchs.

## Politik
Die Zuerkennung der kommunalen Selbstverwaltung für die Gemeinde erfolgte am 15. April 1957 (incorporated als City).
Bürgermeister der Gemeinde ist Wayne Baldwin. Zusammen mit sechs weiteren Bürgern bildet er den Rat der Kleinstadt (council).

## Wirtschaft
Die meisten Arbeitsplätze finden sich im Bereich des Handels und Transports. Weitere wichtige Beschäftigungsbereich sind die Bildung sowie Gesundheit und Soziales.
Das Durchschnittseinkommen (Median Income) eines Beschäftigten aus White Rock lag im Jahr 2005 bei 30.197 C $ und damit deutlich über dem Durchschnittseinkommen der gesamten Provinz British Columbia von 24.867 C $.

## White Rock Pier

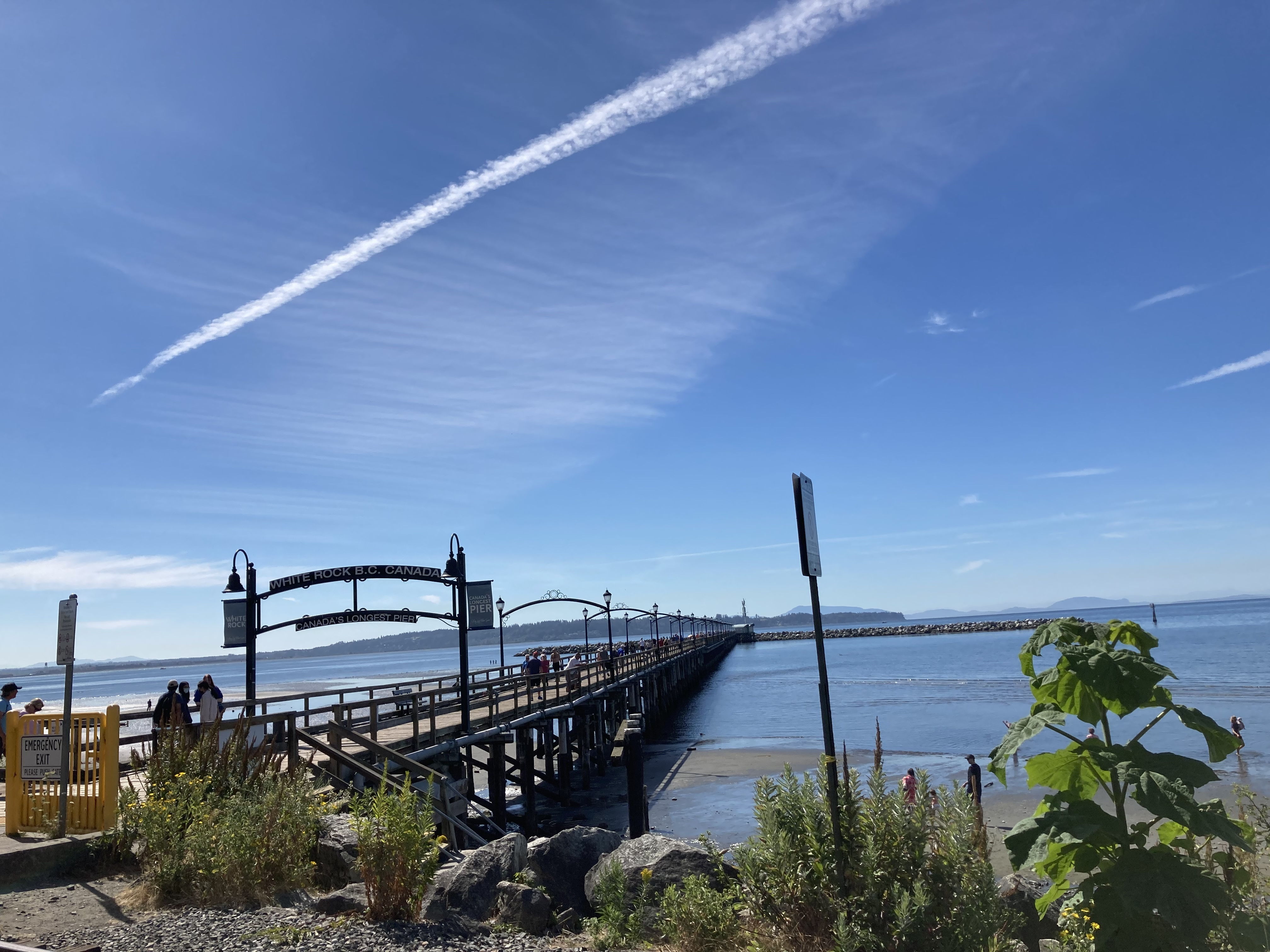
White Rock Pier

Der White Rock Pier ist eine im Jahr 1914 erbaute, 470 Meter lange Seebrücke. Ursprünglich wurde er als Anlegestelle für Dampfschiffe der Great Northern Railway errichtet. Am 20. Dezember 2018 wurde der Pier bei einem Sturm schwer beschädigt und im Folgejahr nach Reparatur wieder eröffnet. Gelegentlich wird der Pier als der längste in Kanada bezeichnet, dies ist jedoch umstritten.

## Trivia
In der Gemeinde, bzw. auf ihrem Gebiet, wurden Einstellungen verschiedener Filme gedreht. Am bekanntesten davon dürfte Akte X – Die unheimlichen Fälle des FBI sein. Auch Einstellungen für den Kurzfilm The Railrodder mit Buster Keaton wurden hier gefilmt. Des Weiteren werden die meisten Außenaufnahmen der Serie Psych hier gedreht. Außerdem wurde der Film Free Willy 3 in White Rock gedreht.

## Persönlichkeiten

### Geboren in White Rock
- Douglas Brinham (1934–2020), Basketballspieler
- Sarah Hunter (* 1965), Rollstuhltennisspielerin
- Lance Ryan (* 1971), Opernsänger
- Jewel Staite (* 1982), Schauspielerin
- Amanda Tosoff (* 1983), Jazzmusikerin
- Jason Garrison (* 1984), Eishockeyspieler
- Andrew Hammond (* 1988), Eishockeytorwart
- Colton Gillies (* 1989), Eishockeyspieler
- Colten Teubert (* 1990), Eishockeyspieler
- Cam Stones (* 1992), Bobsportler
- Ryan Sommer (* 1993), Bobsportler
- Abby Ross (* 1997), Schauspielerin
- Jakob Davies (* 2003), Schauspieler
- Kennedi Clements (* 2007), Schauspielerin

### Personen mit Beziehung zur Stadt
- Eric Wilson (* 1940), Schriftsteller, der hier als Lehrer tätig war